# James Armistead Lafayette

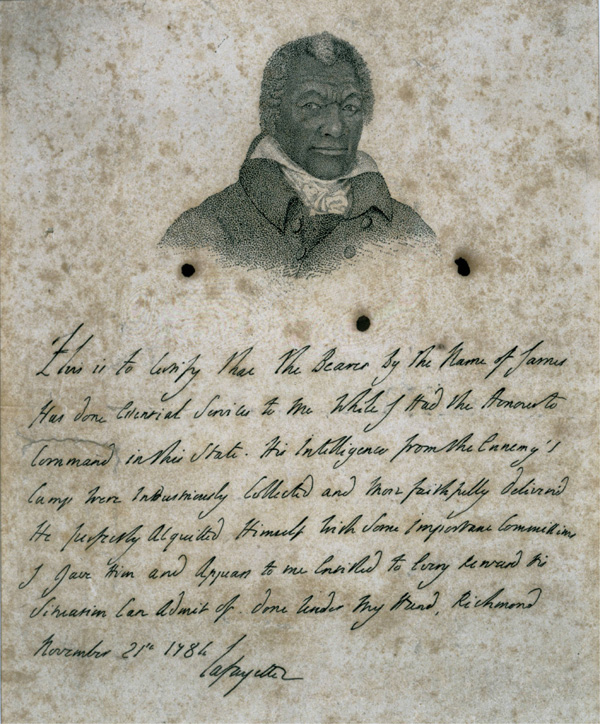
La Fayette tábornok tanúsító levele

James Armistead Lafayette (New Kent megye, Virginia, vagy Elizabeth City, 1748. – Baltimore, 1830. augusztus 9.) afroamerikai rabszolga, az amerikai függetlenségi háború idején kém, kettős ügynök.

## Élete
1781-ben önként lépett be a hadseregbe, gazdájának, William Armisteadnek az engedélyével, ahol Gilbert du Motier de La Fayette tábornok parancsnoksága alá került. La Fayette hírszerző feladattal bízta meg. Armistead szökött rabszolgának adta ki magát és elnyerte Benedict Arnold brigadéros, majd Charles Cornwallis brit tábornok bizalmát. Mivel jó helyismerettel rendelkezett, rábízták a csapatok vezetését. Gyakran járt a táborok között a frontvonalakon keresztül, hallotta a brit katonatisztek beszélgetéseit, akik jelenlétében is nyíltan beszéltek stratégiájukról. Armistead leírta a hallottakat, majd átadta jelentését az összekötő kémeknek, és visszatért Cornwallis táborába.
1781 nyarán George Washington üzenetben arra kérte La Fayettet, hogy tartsa készenlétben embereit és küldjön jelentést Cornwallis fegyvereiről, csapatairól és stratégiai terveiről. La Fayette több kémet is elindított Cornwallis táborába, de egyikük sem tudott hasznos információkat szerezni. Végül Armisteadtől érkezett meg a várt jelentés 1781. július 31-én. La Fayette kelepcébe csalta a brit csapatokat Hamptonnál, később szintén Armistead jelentése segített abban, hogy az amerikaiak győztek a yorktowni csatában. A háború befejezése után La Fayette tábornok megdicsérte Armisteadet hűséges, odaadó szolgálatáért. Az 1783-ban hozott törvény értelmében csak azokat a rabszolgákat szabadították fel, akik fegyverrel harcoltak a hadseregben. A hírszerző–rabszolga Armisteadnek vissza kellett térnie gazdájához.
La Fayette 1784-ben visszatért Virginiába, és mélyen megdöbbentette, hogy Armisteadet még mindig rabszolgasorban találta. Tanúsító levélben igazolta Armisteadnek a hadseregben végzett szolgálatát. 1787-ben Virginia állam megvásárolta őt a gazdájától, és az immár szabad ember hálából felvette a Lafayette nevet. Földet vásárolt, családot alapított, 1789-től évi 40 dollár nyugdíjat is kapott.
1824-ben La Fayette James Monroe elnök meghívására visszatért az Egyesült Államokba. Beutazta a 24 államot, és Richmondban felismerte Armisteadet a tömegben. Nevén szólította és karjaiba zárta, a helyi újság beszámolója szerint.

## Kapcsolódó szócikk
- Amerikai függetlenségi háború